# ナタリア・モロゾワ
ナタリア・グリゴリエヴナ・モロゾワ（ロシア語: Наталья Григорьевна Морозова
, ラテン文字転写: Nataliya Grigorievna Morozova、1906年8月28日- 1989年11月2日）は、ソビエト連邦の心理学者、病理学者。
ソビエト障害学の研究者。姓はマローゾワとも書かれる。正常及び異常に発達した児童の認識的興味とその形成過程の問題を研究した。生徒がさまざまな文章を読む過程での彼等の認識的興味の発生はある認識的課題の提起、課題解決の手順の積極的探求を呼び起こす一定の困難と直接に結びついていること、そして、認識的興味の発生のためには、文章の著者により提出された問いが、読者にとって「自分自身の問い」として受け容れられなくてはならないことを指摘した。また、イントネーションと休止によるテキスト読解の深度変化の過程を解明した。ヴィゴツキー門下の五人組の一人。

## 生涯
ハルキウ出身。第二モスクワ大学を卒業後、ゴーリキー記念医学・生物学研究所精神神経療養学校に勤める。1939年障害学研究所研究生に。さらにウファ州立聾唖学校、バシキール教員研修所を経て、モスクワの心理学研究所へ。1953年障害学研究所に再び戻った。1970年教授就任。

## 論文
- 「テキストの理解について」（1947年）
- 「聴覚障害学生に対する読書の啓発研修」（1953年）[4]
- 「科学－通俗的読物の読書過程における児童の興味の発生および変化の心理学的条件」（1955年）

## 著書
- 『聾唖児の意識的読書の教育』（1953年）[5]
- 『学齢前聾唖児の教授と教育』（コルスンスカヤと共編）（1958年）